# Distrikt Sacsamarca
Der Distrikt Sacsamarca liegt in der Provinz Huanca Sancos in der Region Ayacucho in Südzentral-Peru. Der Distrikt wurde am 11. November 1961 gegründet. Er besitzt eine Fläche von 641 km². Beim Zensus 2017 wurden 1392 Einwohner gezählt. Im Jahr 1993 lag die Einwohnerzahl bei 1905, im Jahr 2007 bei 1797. Sitz der Distriktverwaltung ist die 3825 m hoch gelegene Ortschaft Sacsamarca mit 814 Einwohnern (Stand 2017). Sacsamarca liegt 3,5 km südöstlich der Provinzhauptstadt Huanca Sancos.

## Geographische Lage
Der Distrikt Sacsamarca liegt im Andenhochland im Osten der Provinz Huanca Sancos. Entlang der westlichen Distriktgrenze verlaufen die Flüsse Río Iñipallca, Río Urubamba und Río Caracha.
Der Distrikt Sacsamarca grenzt im Westen an den Distrikt Sancos, im Nordwesten an den Distrikt Carapo, im Norden und im Nordosten an die Distrikte Huancaraylla und Huancapi (beide in der Provinz Víctor Fajardo), im Osten an den Distrikt Canaria (ebenfalls in der Provinz Víctor Fajardo) sowie im Süden an den Distrikt Aucara (Provinz Lucanas).

## Ortschaften
Neben dem Hauptort gibt es folgende größere Ortschaften im Distrikt:
- Pallca (268 Einwohner)